# Лавриненко, Николай Васильевич
Николай Васильевич Лавриненко — советский военный, государственный и политический деятель, генерал-лейтенант.

## Биография
Родился в 1917 году в селе Речки. Член КПСС.
С 1935 года — на военной службе, общественной и политической работе. В 1935—1981 гг. — красноармеец-пограничник, командир отделения, старший помощник начальника разведотделения 79-го ПОГО, участник Великой Отечественной войны, заместитель командира по разведке, старший помощник начальника разведотдела, старший помощник начальника разведотдела УПВ НКВД Молдавского округа, начальник штаба, начальник 66-го Памирского ПОГО, начальник штаба 123-го Липканского ПОГО, начальник штаба 22-го Кишиневского ПОГО, начальник 7-го Карпатского ПОГО, начальник штаба УПВ КГБ Прибалтийского округа, УПВ КГБ Ленинградского округа, Среднеазиатского пограничного округа КГБ, начальник войск Забайкальского пограничного округа КГБ, начальник войск Западного пограничного округа КГБ.
Умер в Москве в 1997 году.